# Thomas Hagedorn

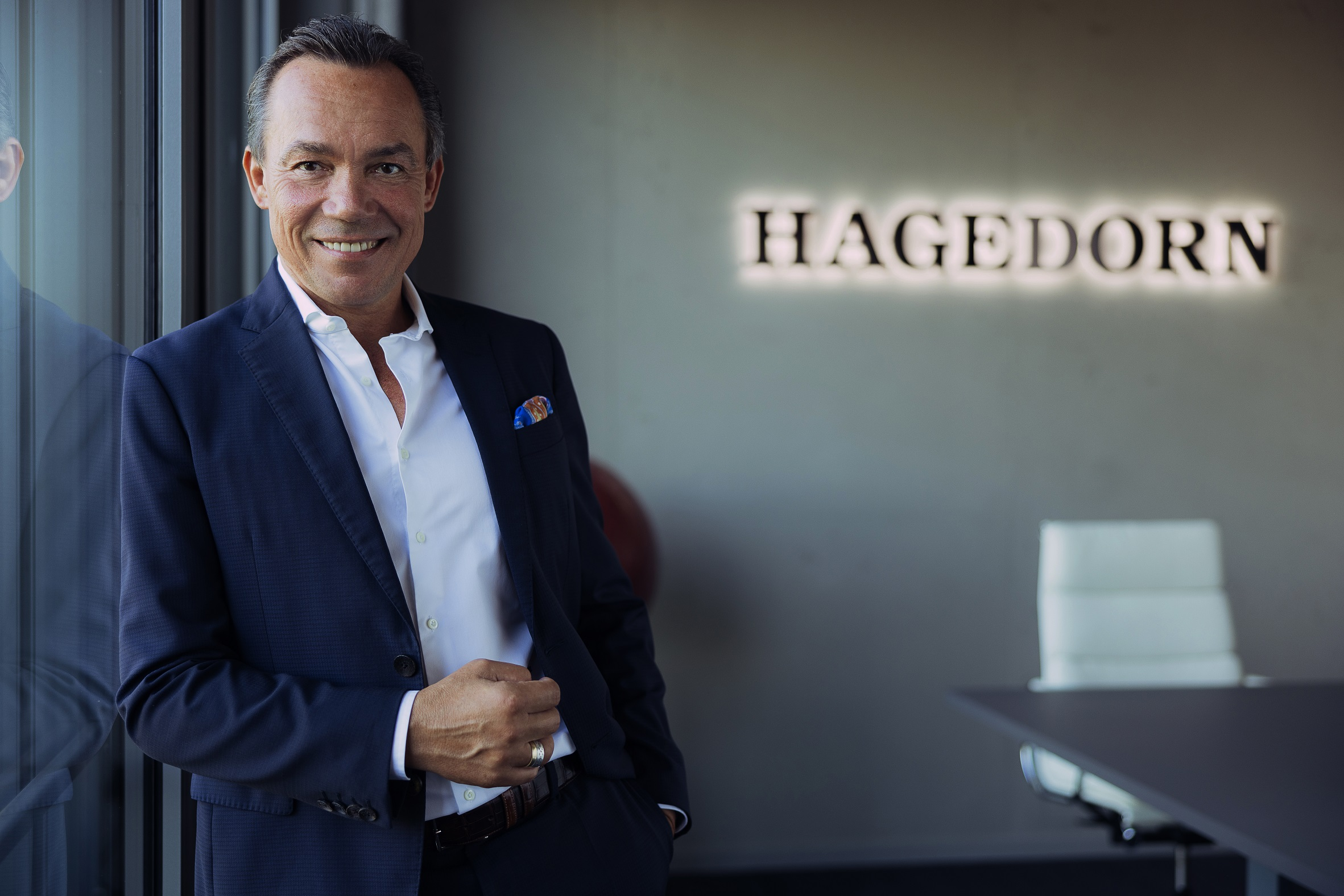
Thomas Hagedorn (Portrait)

Thomas Hagedorn (* 11. Mai 1971) ist ein deutscher Unternehmer. Er ist Gründer und Gesellschafter der Hagedorn Unternehmensgruppe in Gütersloh.

## Leben
Hagedorn wuchs in Freckenhorst auf.
Er arbeitete zunächst als Schlosser, LKW-Fahrer, Maschinist, Vorarbeiter und Bauleiter, bevor er 1997 seine eigene Firma in Gütersloh gründete, in die seine damalige Frau 1999 einstieg. Er kaufte einen Bauhof mit Werkstatt in Freckenhorst und begann zunächst, Häuser abzureißen. Im Jahr 2000 kaufte er ein 10.000-Quadratmeter großes Gelände an der Werner-von-Siemens-Straße zwischen Gütersloh und Bielefeld, wo sich auch heute noch die Hauptverwaltung sowie einige Betriebe der Unternehmensgruppe befinden. Inzwischen umfasst das Gelände knapp 80.000 Quadratmeter.
Er hat zwei Töchter.

## Unternehmungen
2006 gründete Hagedorn eine Gesellschaft, die Bauschutt recycelt sowie ein Tiefbauunternehmen im Oktober 2011. 2013 wurde eine Gesellschaft gegründet, die brachliegende Industrieflächen wieder nutzbar macht. 2016 stellte die Hagedorn Unternehmensgruppe eine Online-Plattform vor, die Käufer und Verkäufer von industriellen und kommerziellen Konversionsflächen zusammenbringt.
2019 investierte Thomas Hagedorn als einer von zwei Gründern in ein Start-up-Unternehmen. Eine Online-Plattform, die eine App zur Bestellung von Schüttgut bietet.
Heute hat die Hagedorn-Unternehmensgruppe über 1300 Angestellte und ist spezialisiert auf Dienstleistungen im Bereich Abbruch, Sanierung, Entsorgung und Recycling von Bauschutt, Tiefbau und Revitalisierung von Konversionsflächen, Digitalisierung im Baubereich sowie der Entwicklung von neuen Nutzungskonzepten. Die Hagedorn Unternehmensgruppe besteht aus über 50 Einzelunternehmen.
Im Mai 2025 berichtete die Börsen-Zeitung, dass Hagedorn Anteile an der Hallenfußballliga The Icon League erworben hat.

## Soziales Engagement
Hagedorn unterstützt mehrere eigene Initiativen, zum Beispiel „Einfach Fußball“, in der behinderte Kinder und Jugendliche gemeinsam Fußball spielen, oder „MIThelfen“, in der Hagedorn Mitarbeiter gemeinsam an sozialen Projekten arbeiten.

## Auszeichnungen
- 2015: Sandvik Customer Innovation Award[16]
- 2021: NRW-Gründerpreis für das Startup Schüttfix[17]
- 2023: Verbandsverdienstzeichen in Gold des Fußball- und Leichtathletik-Verbandes Westfalen[18]
- 2024: Ehren-Award der Solidarfonds-Stiftung NRW in der Kategorie Wirtschaft[19]